# Kožnatka světlooká
Kožnatka světlooká (Dogania subplana) je druh želvy z čeledi kožnatkovití. Jde o jediného zástupce rodu Dogania.

## Výskyt
Vyskytuje se v Bruneji, na Jávě, Kalimantanu, v Malajsii, Myanmaru, na Filipínách, v Singapuru a na Sumatře. 
Preferuje čisté tekoucí vody.

## Popis
Délka karapaxu může činit až 35 centimetrů. Je hnědozeleně zbarvená. 

## Potrava
Živí se plži a jinými měkkýši, drtí jejich ulity svými silnými čelistmi.